# Daia (Apold)
Daia (deutsch Denndorf, ungarisch Szászdálya) ist ein Dorf im Kreis Mureș in der Region Siebenbürgen in Rumänien. Es gehört zur Gemeinde Apold.
Der Ort wird rumänisch auch Daia saseasca, deutsch Dellendorf und im siebenbürgisch-sächsischen Dialekt Dändref genannt.

## Geographische Lage

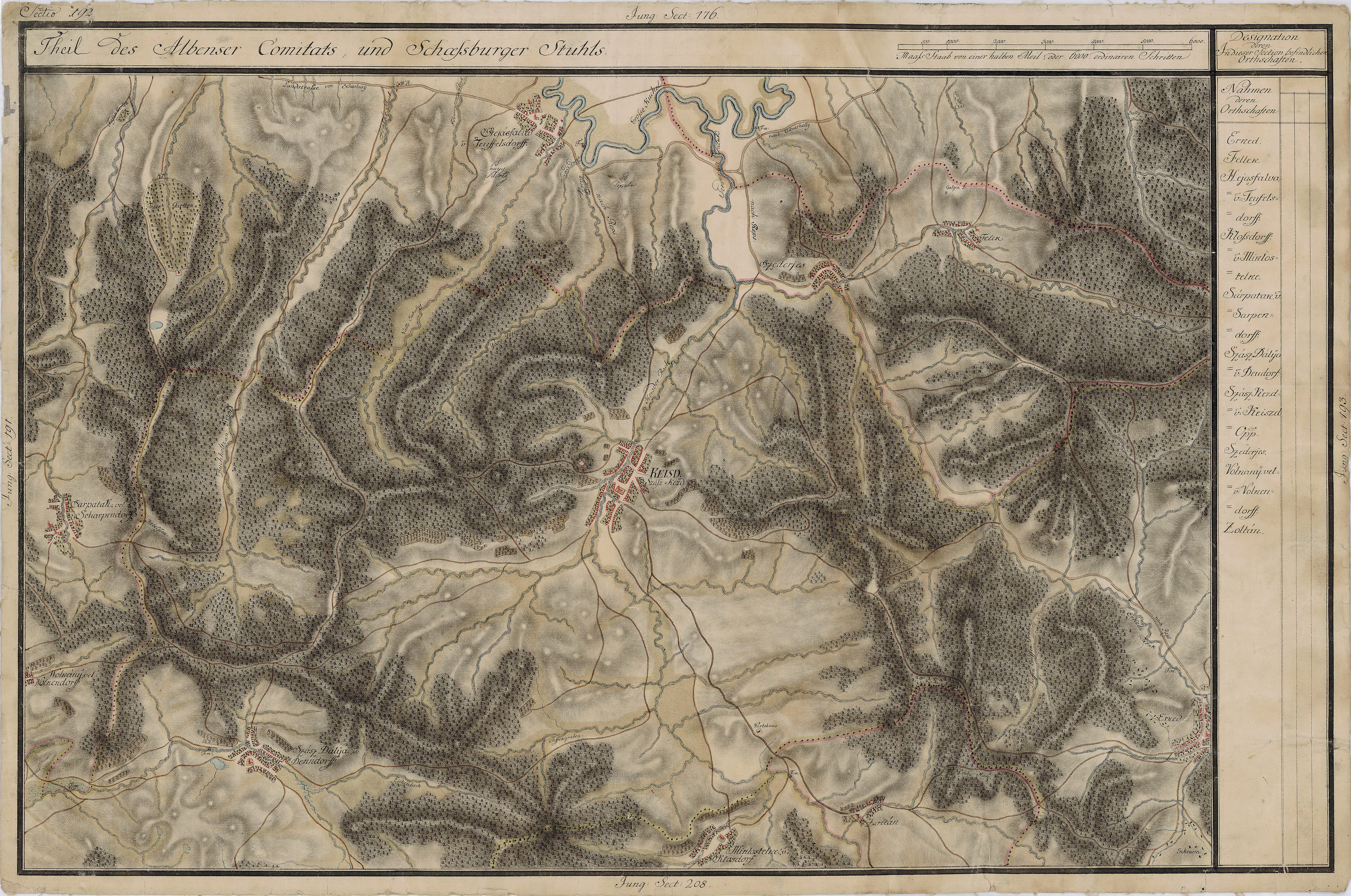
Daia in der Josephinischen Landaufnahme von 1769 bis 1773.

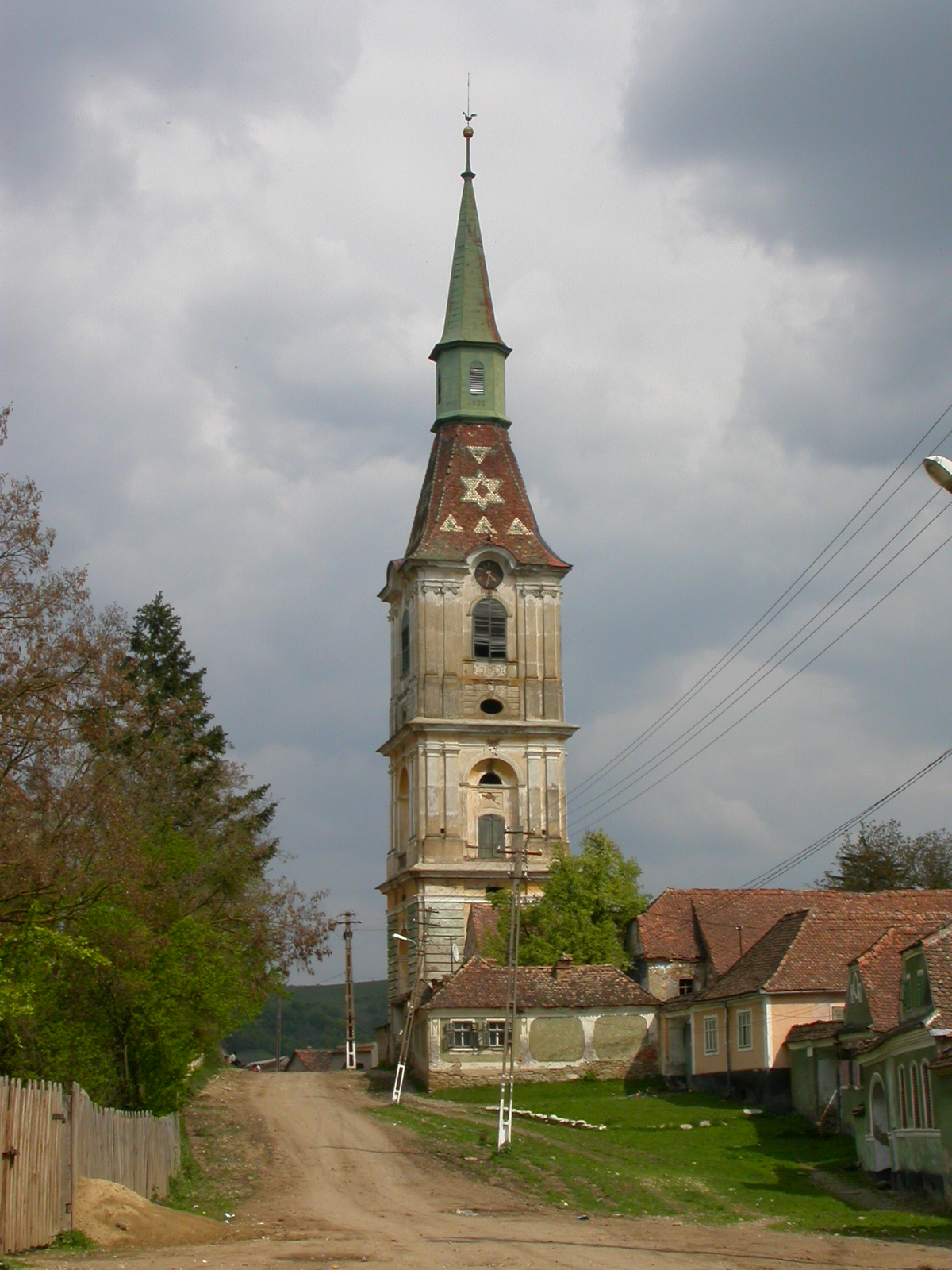
Das Ortszentrum und der Kirchturm von Denndorf (2009)

In einer hügligen Landschaft gelegen, befindet sich das Dorf Daia acht Kilometer östlich vom Gemeindezentrum entfernt. Am Schaaser Bach, der in nordwestliche Richtung an Șaeș (Schaas) vorbeifließt und in die Târnava Mare (Große Kokel) mündet, befindet sich der Ort 23 Kilometer südöstlich von der Stadt Sighișoara (Schäßburg) entfernt.

## Geschichte
Der Ort wurde im Jahr 1280 zum ersten Mal urkundlich als Dala oder Dalia und 1733 unter Dallza erwähnt. Bei archäologischen Grabungen wurden Funde die bis in die Jungsteinzeit deuten gemacht. Diese Objekte befinden sich in den Museen in Hermannstadt, Sighișoara und Sfântul Gheorghe. Nach Angaben von Georg Daniel Teutsch wurden am Salsen-See archäologische Funde einer Besiedlung gemacht, konnten aber noch keiner Epoche zugeordnet werden.
Im Jahr 1345 nahmen unter anderem Männer aus Denndorf an einem Überfall auf die Ortschaften Neudorf und Rauhtal teil. Es gab einen Streit um das Tal Lapus, mit einem uralten Steinbruch der umliegenden Kokelgemeinden. Sie beraubten dort ansässige magyarische Adelsfamilien und zündeten Neudorf an, das bis auf fünf Höfe abbrannte, wobei auch die hölzerne Katharinenkapelle dem Feuer zum Opfer fiel.
Im 18. Jahrhundert fallen der Pest in Daia 185 Siebenbürger Sachsen und der Dorfpfarrer Mathias Goldner zum Opfer.

## Bevölkerung
Die Bevölkerung des Dorfes entwickelte sich wie folgt:
Seit 1850 wurde auf dem Gebiet der heutigen Gemeinde die höchste Einwohnerzahl 1324 und gleichzeitig die der Rumäniendeutschen (760) 1880 ermittelt. Die höchste Bevölkerungszahl der Rumänen wurde 1920, die der Roma (263) 1850 und die der Magyaren (28) wurde 1930 registriert. Des Weiteren bekannte sich 1966 ein Einwohner als Slowake.

## Sehenswürdigkeit
- Die Marienkirche wurde Anfang des 15. Jahrhunderts als Saalkirche errichtet, nach etwa einem Jahrhundert zu einer Wehrkirche umgebaut und mit einer Wehrmauer mit fünf Türmen umringt. Der breite Glockenturm mit einer Seitenlänge von 12,20 Meter[5] und 63 Meter hoch (an den 1904 von Siebenbürger Sachsen eine Uhr angebracht wurde)[2] und die Kirchenburg, stehen unter Denkmalschutz.[6]